# ボラステロン
ボラステロン(Bolasterone)は、17α-アルキル化アナボリックステロイドである。テストステロンと非常に似た構造を持ち、メチルテストステロンと同様に、経口での生物学的利用能を向上させる目的で、C17にメチル基を付加したものである。さらに、7β-メチル化異性体のカルステロンと同様に、7α位もメチル化されている。